# Oniticellus fulvus
Oniticellus fulvus là một loài bọ cánh cứng trong họ Bọ hung (Scarabaeidae).